# Osmiini

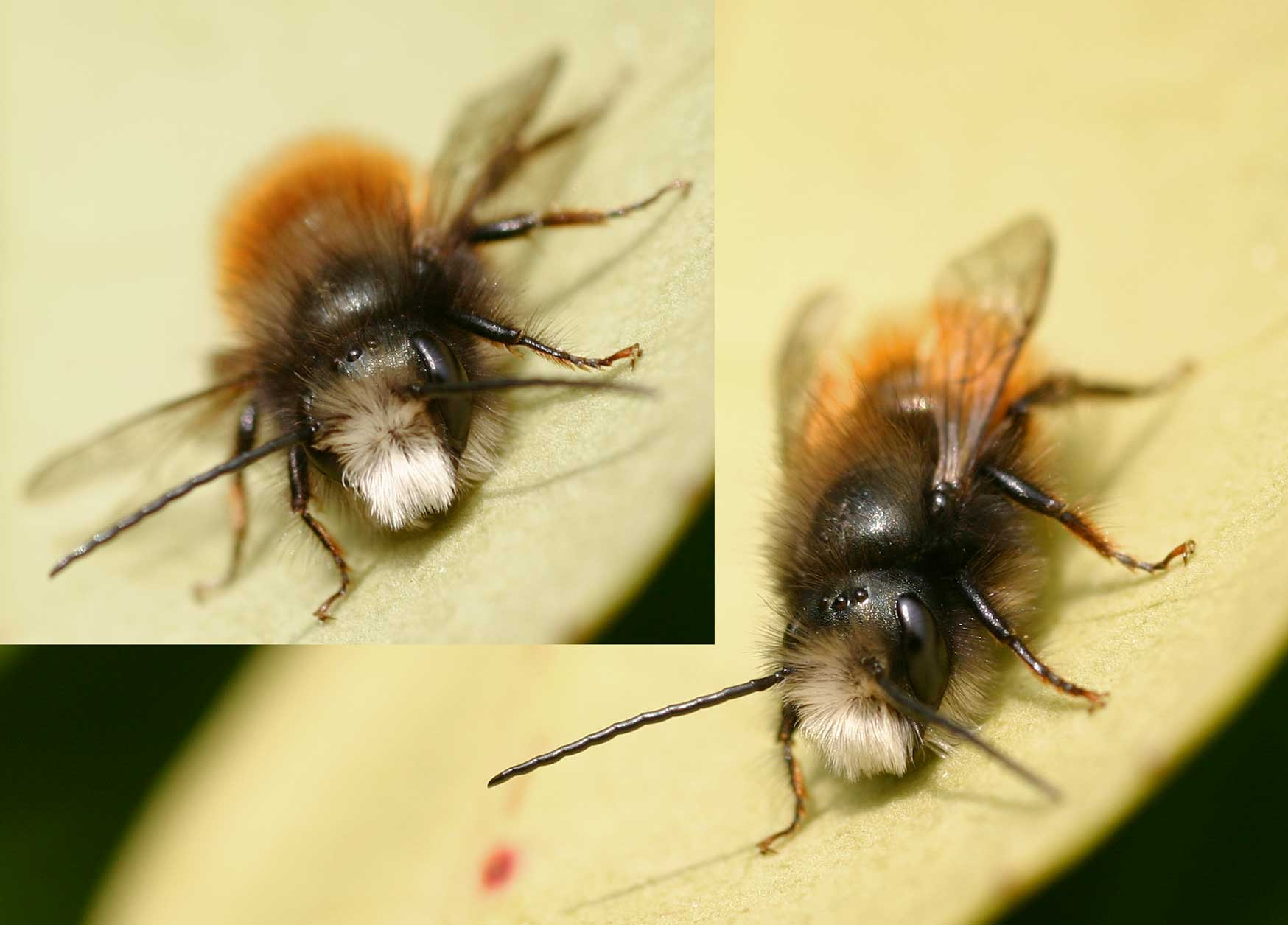
Osmia cornuta

Osmiini (лат.) — триба одиночных пчёл из подсемейства Megachilinae, насчитывающая до 1000 видов.

## Распространение
Встречаются на всех континентах, кроме Южной Америки, Австралии и Антарктиды (Michener, 2007; Praz et al., 2008; Ungricht et al., 2008). Наибольшее видовое разнообразие наблюдается в регионах со средиземноморским и пустынным климатом в Южной Африке, юго-западной Северной Америке и в Палеарктике. Фауна осмиин Палеарктики включает 10 родов и около 670 видов. В Европе около 260 видов.

## Описание
Мелкие и средние, сравнительно стройные (они стройнее, чем большинство других представителей семейства Megachilidae), темноокрашенные пчёлы, с очень длинными, часто желтоватыми волосками. Передние крылья имеют две субмаргинальные ячейки.
Гнездо может быть расположено в любой более или менее естественной полости, например, под камнями, в деревьях (даже, в стенах домов и в замочных скважинах). Некоторые виды используют для гнездования пустые раковины улиток (Osmia spinulosa и Wainia).

## Значение
Являются ценными опылителями растений. Но так же, как и у других Megachilidae у них отсутствует специальная корзинка на задних ногах. Поэтому пыльцу они переносят на волосках брюшка, что часто придаёт им жёлтый, оранжевый или красноватый цвет. Некоторые виды рода Osmia в Европе (например, Osmia cornuta), Азии (например, Osmia cornifrons) и Северной Америке (например, Osmia lignaria) используются в коммерческих целях для опыления цветковых растений и фруктовых деревьев (Bosch and Kemp, 2002). Среди видов осмиин Центральной Европы около 55 % являются специализированными опылителями (олиголектами) на уровне родов и семейств растений, например, таких как Астровые, Бобовые, Колокольчиковые, Бурачниковые, Ворсянковые и других (Müller et al., 1997).

## Классификация
В трибе было описано 6 таксонов ранга ниже семейства (family-group names), 93 родового уровня (genus-group names) и 935 таксона видового уровня (species-group names), которые ныне объединены в 2 подтрибы, 13 родов, 43 подродов (не считая номинативных подродов), 604 вида и 76 подвидов (кроме номинативных). По данным филогенетического анализа рода Afroheriades, Noteriades, Ochreriades и Pseudoheriades предположительно должны быть исключены из трибы, а остальные формируют в ней три надродовые группы:
Группа Chelostoma
- Chelostoma Latreille, 1809 — 53 видов, 13 в Европе

Группа Heriades
- Heriades Spinola, 1808 — 126 видов, 15 в Европе
- Hofferia Tkalcu, 1984 — 2 вида
- Othinosmia Michener, 1943 — 12 видов
- Protosmia Ducke, 1900 — 27 видов, 11 в Европе
- Stenoheriades Tkalcu, 1984 — 11 видов, 2 в Европе
- Xeroheriades
  - Xeroheriades micheneri  Griswold, 1986

Группа Ashmeadiella
- Ashmeadiella Cockerell, 1897 — 59 видов
- Atoposmia Cockerell, 1935 — 27 видов
- Haetosmia Popov, 1952 — 3 видов, 1 в Европе
- Hoplitis Klug, 1807 — 350 видов (89 в Европе), Hoplitis parasitica и другие
- Osmia Panzer, 1806 — 355 видов, 126 в Европе
- Stenosmia Michener, 1941 — 10 видов (?Stenosmia)
- Wainia Tkalcu, 1980 — 10 видов

incertae sedis
- Afroheriades Peters, 1970 — 6 видов
- Noteriades Cockerell, 1931 — 10 видов
  - Noteriades hangkia Tran, Engel & Nguyen, 2022[9]
  - Noteriades jenniferae Gonzalez, 2011[10]
  - Noteriades spinosus Gonzalez, 2011[10]
- Ochreriades Mavromoustakis, 1956 — 2 вида
- Pseudoheriades Peters, 1970 — 8 видов